# هاري غرايسون
هاري غرايسون (بالإنجليزية: Harry Grayson)‏ هو صحفي أمريكي، ولد في 10 مايو 1894 في أستوريا في الولايات المتحدة، وتوفي في 30 سبتمبر 1968 في نيويورك في الولايات المتحدة.